# Gouvernement Anders Fogh Rasmussen III
 (août 2023).
Si vous disposez d'ouvrages ou d'articles de référence ou si vous connaissez des sites web de qualité traitant du thème abordé ici, merci de compléter l'article en donnant les références utiles à sa vérifiabilité et en les liant à la section « Notes et références ».
Royaume de Danemark
Fogh Rasmussen II Løkke Rasmussen I
Le gouvernement Anders Fogh Rasmussen III (Regeringen Anders Fogh Rasmussen III, en danois) est le gouvernement du royaume de Danemark entre le 23 novembre 2007 et le 5 avril 2009, durant la soixante-sixième législature du Folketing.

## Coalition et historique
Dirigé par le ministre d'État libéral sortant Anders Fogh Rasmussen, il est formé d'une coalition de centre droit entre le Parti libéral (V) et le Parti populaire conservateur (KF), qui disposent ensemble de 64 députés sur 179 au Folketing, soit 35,8 % des sièges. Il bénéficie du soutien du Parti populaire danois (DF) et d'un député des Îles Féroé, qui détiennent 26 sièges. La majorité gouvernementale dispose donc de 90 députés sur 179 au Folketing, soit 50,3 % des sièges.
Il a été constitué après les élections législatives anticipées du 13 novembre 2007 et succède au gouvernement Anders Fogh Rasmussen II, formé des mêmes partis et soutenu par le seul DF. À la suite de la nomination de Fogh Rasmussen comme secrétaire général de l'OTAN, il a été remplacé par le premier gouvernement de Lars Løkke Rasmussen, formé et soutenu de manière identique.

## Composition

### Initiale
- Les nouveaux ministres sont indiqués en gras, ceux ayant changé d'attributions en italique.

| Fonction                                                                                        | Titulaire | Titulaire               | Parti |
| ----------------------------------------------------------------------------------------------- | --------- | ----------------------- | ----- |
| Ministre d'État                                                                                 |           | Anders Fogh Rasmussen   | V     |
| Ministre des Affaires étrangères                                                                |           | Per Stig Møller         | KF    |
| Ministre des Finances                                                                           |           | Lars Løkke Rasmussen    | V     |
| Ministre de la Justice                                                                          |           | Lene Espersen           | KF    |
| Ministre de la Défense                                                                          |           | Søren Gade              | V     |
| Ministre de la Culture                                                                          |           | Brian Mikkelsen         | KF    |
| Ministre de la Fiscalité                                                                        |           | Kristian Jensen         | V     |
| Ministre de l'Économie et du Commerce                                                           |           | Bendt Bendtsen          | KF    |
| Ministre de l'Alimentation, de l'Agriculture et de la Pêche                                     |           | Eva Kjer Hansen         | V     |
| Ministre de l'Emploi                                                                            |           | Claus Hjort Frederiksen | V     |
| Ministre de la Science, de la Technologie et de l'Innovation                                    |           | Helge Sander            | V     |
| Ministre de l'Éducation Ministre de la Coopération nordique                                     |           | Bertel Haarder          | V     |
| Ministre de la Coopération pour le développement                                                |           | Ulla Tørnæs             | V     |
| Ministre du Bien-être social                                                                    |           | Karen Jespersen         | V     |
| Ministre du Climat et de l'Énergie                                                              |           | Connie Hedegaard        | KF    |
| Ministre des Transports                                                                         |           | Carina Christensen      | KF    |
| Ministre de la Santé et de la Prévention                                                        |           | Jakob Axel Nielsen      | KF    |
| Ministre des Réfugiés, des Immigrants et de l'Intégration Ministre des Affaires ecclésiastiques |           | Birthe Rønn Hornbech    | V     |
| Ministre de l'Environnement                                                                     |           | Troels Lund Poulsen     | V     |

### Remaniement du10 septembre 2008
- Les nouveaux ministres sont indiqués en gras, ceux ayant changé d'attributions en italique.

| Fonction                                                                                               | Titulaire | Titulaire               | Parti |
| --- | --------- | ----------------------- | ----- |
| Ministre d'État                                                                                        |           | Anders Fogh Rasmussen   | V     |
| Ministre des Affaires étrangères                                                                       |           | Per Stig Møller         | KF    |
| Ministre des Finances                                                                                  |           | Lars Løkke Rasmussen    | V     |
| Ministre de la Justice                                                                                 |           | Brian Mikkelsen         | KF    |
| Ministre de la Défense                                                                                 |           | Søren Gade              | V     |
| Ministre de la Culture                                                                                 |           | Carina Christensen      | KF    |
| Ministre de la Fiscalité                                                                               |           | Kristian Jensen         | V     |
| Ministre de l'Économie et du Commerce                                                                  |           | Lene Espersen           | KF    |
| Ministre de l'Alimentation, de l'Agriculture et de la Pêche                                            |           | Eva Kjer Hansen         | V     |
| Ministre de l'Emploi                                                                                   |           | Claus Hjort Frederiksen | V     |
| Ministre de la Science, de la Technologie et de l'Innovation                                           |           | Helge Sander            | V     |
| Ministre de l'Éducation Ministre de la Coopération nordique                                            |           | Bertel Haarder          | V     |
| Ministre de la Coopération pour le développement                                                       |           | Ulla Tørnæs             | V     |
| Ministre du Bien-être social (Intérieur, Santé et Affaires sociales) Ministre de l'Égalité des chances |           | Karen Jespersen         | V     |
| Ministre du Climat et de l'Énergie                                                                     |           | Connie Hedegaard        | KF    |
| Ministre des Transports                                                                                |           | Lars Barfoed            | KF    |
| Ministre de la Santé et de la Prévention                                                               |           | Jakob Axel Nielsen      | KF    |
| Ministre des Réfugiés, des Immigrants et de l'Intégration Ministre des Affaires ecclésiastiques        |           | Birthe Rønn Hornbech    | V     |
| Ministre de l'Environnement                                                                            |           | Troels Lund Poulsen     | V     |

## Féminisation du gouvernement
Lors de sa formation, le gouvernement contient sept femmes ministres, sur un total de dix-huit portefeuilles ministériels.